# Born to Sing
Born to Sing è l'album di debutto della girlband statunitense En Vogue, uscito nella primavera del 1990. L'album, prodotto interamente da Thomas McElroy e Denzil Foster, ha ottenuto in pochi mesi la certificazione di disco di platino negli Stati Uniti, mentre nel Regno Unito è stato certificato disco d'argento dalla BPI. L'album ha ricevuto una nomination ai Grammy Awards del 1991 come Miglior interpretazione R&B di un gruppo o un duo. Il disco ha sfornato quattro singoli, di cui tre hanno raggiunto la prima posizione della classifica R&B statunitense.

## Tracce
| #   | Titolo                    | Durata | Campionamenti | Autori                                                    |
| --- | ------------------------- | ------ | --- | --------------------------------------------------------- |
| 1.  | "Party"                   | 1:10   | | Denzil Foster, Thomas McElroy                             |
| 2.  | "Strange"                 | 4:39   | | Foster, McElroy                                           |
| 3.  | "Lies"                    | 4:16   | "If It Don't Turn You On (You Ought to Leave It Alone)" di B.T. Express                                          | En Vogue, Foster, McElroy, Shaheed                        |
| 4.  | "Boogie Woogie Bugle Boy" | 0:54   | | Prince, Raye                                              |
| 5.  | "Hold On"                 | 5:03   | * "The Payback" di James Brown * "Synthetic Substitution" di Melvin Bliss * "Who's Lovin' You" dei The Jackson 5 | Foster, McElroy                                           |
| 6.  | "Part of Me"              | 5:58   | | En Vogue, Foster, McElroy                                 |
| 7.  | "You Don't Have to Worry" | 3:47   | | Foster, McElroy                                           |
| 8.  | "Time Goes On"            | 5:05   | "Troglodyte (Cave Man)" by the Jimmy Castor Bunch                                                                | Ellis, En Vogue, Foster, Herron, Jones, McElroy, Robinson |
| 9.  | "Just Can't Stay Away"    | 5:10   | | Jackson, Yancy                                            |
| 10. | "Don't Go"                | 5:45   | | Foster, McElroy                                           |
| 11. | "Luv Lines"               | 4:04   | | Ellis, En Vogue, Foster, Jones, McElroy, Robinson         |
| 12. | "Waitin' on You"          | 5:08   | | Foster, McElroy                                           |